# اوتاگورو تومو
اوتاگورو تومو ((به ژاپنی: 太田黒伴雄 Ōtaguro Tomoo); ۱ ژانویهٔ ۱۸۳۶ – ۱ ژانویهٔ ۱۸۷۶) یک ژاپنی ملی گرا و رهبر شورش شینپورن بود.